# Oingo Boingo
Oingo Boingo byla kapela řazená k nové vlně (anglicky New Wave) původem z Los Angeles. Byla založena v roce 1972 Richardem Elfmanem pod názvem The Mystic Knights of the Oingo Boingo. Roku 1976 kapelu převzal jeho bratr Danny Elfman, dnes známý filmový skladatel úzce spolupracující s režisérem Timem Burtonem. O čtyři roky později si kapela zkrátila své jméno na Oingo Boingo. Ke konci svého působení se název kapely změnil na ještě kratší – Boingo – aby se mohl roku 1995 navrátit zpět k zavedenému Oingo Boingo. Kapela se ve stejném roce rozpadla.
Kapelou Oingo Boingo prošlo mnoho členů.
K nejznámějším patří:
- skladatelé Richard Elfman a Danny Elfman.
- americký trombonista Bruce Fowler, který spolupracoval například s hudebníky Frankem Zappou či s Ericem Claptonem.
- Richard Gibbs, uznávaný filmový skladatel a hudební producent. K jeho nejznámějším dílům patří skvostná hudba k filmu Book of Stars či lehce ambientní hudba k minisérii Battlestar Galactica.
- Steve Bartek, americký kytarista, filmový skladatel, orchestrátor a dirigent.
- Joe Avila, mexicko-americký kontrabasista a hudební producent.

## Diskografie

### Studiová alba
- Only a Lad (1981)
- Nothing to Fear (1982)
- Good for Your Soul (1983)
- So-Lo(1984)
- Dead Man's Party (1985)
- Boi-ngo (1987)
- Dark at the End of the Tunnel (1990)
- Boingo (1994)

### Živá alba
- Farewell: Live from the Universal Amphitheatre, Halloween 1995 (1996)

### Kompilace
- Boingo Alive (1988)
- The Best of Oingo Boingo: Skeletons in the Closet (1989)
- Stay (1990)
- Best O' Boingo (1991)
- Anthology (1999)
- The Best of Oingo Boingo: 20th Century Masters The Millennium Collection (2002)
- Forbidden Boingo (2008)

### Rozšířené nahrávky
- Demo EP (1979)
- Oingo Boingo (1980)

### Soundtracky
- Forbidden Zone(1980)

### Výběrová alba
- Dead Bands Party: A Tribute to Oingo Boingo (2005)
- Drink to Bones That Turn to Dust (2006)

### Singly
- Weird Science (1985)
- Just Another Day (1986)
- Winning Side (1988)
- When the Lights Go Out (1990)
- Hey!(1994)